# Kim Pham
Pour les articles homonymes, voir Pham.
Kim Pham est un administrateur français né à Tunis en 1965.

## Parcours
Après des études de droit à l'université Paris II Panthéon-Assas (maîtrise en 1989), il entre à l'Institut d'études politiques de Paris (1986-1988) puis à l'ENA (1992). Après l'ENA, il entre à la direction de la prévision du ministère des Finances (aujourd'hui intégrée à la direction générale du Trésor). 
Il passe par la Cour des comptes en 1996-1997 avant de rejoindre en juillet 1997 le cabinet du secrétaire d'État à l'Industrie, puis en octobre 1998 le cabinet du ministre de l'Économie, des Finances et de l'Industrie.
En septembre 2000, il est nommé directeur financier et juridique du Centre national de la cinématographie, poste qu'il occupe jusqu'en mars 2004.
Il rejoint France 5 en qualité de secrétaire général. De mai 2006 à septembre 2007, il est directeur général adjoint chargé de la gestion et des ressources.
Il rejoint en septembre 2007 France Télévisions SA en tant que directeur général adjoint chargé de la gestion et de l’organisation.
Enfin, il est nommé en mai 2012 conseiller chargé de l'audiovisuel et du cinéma au cabinet de la ministre de la Culture Aurélie Filippetti.
Le 2 septembre 2014, il est nommé, sur proposition d'Éric Ruf, par Fleur Pellerin au poste de directeur général des services de la Comédie-Française. 
Il est nommé président du conseil d'administration du réseau documentaire Canopé en novembre 2015.
En septembre 2021, il est nommé administrateur général du musée du Louvre, à la suite de la prise de fonction de Laurence des Cars à la présidence de l'établissement.

## Décorations
- Officier de l'ordre des Arts et des Lettres (2022)[4]

## Sources
1. ↑  Aurélie Filippetti choisit son conseiller audiovisuel, La Tribune, 31 mai 2012
2. ↑  « Nomination de Kim Pham au poste de directeur général des services de la Comédie-Française »
3. ↑  « Kim Pham Nouvel administrateur général du musée du Louvre », sur Espace presse du musée du Louvre, 3 septembre 2021 (consulté le 6 septembre 2021)
4. ↑  « Nomination dans l'ordre des Arts et des Lettres – hiver 2022 », sur www.culture.gouv.fr (consulté le 13 juin 2022)